# Die halbe Decke
Das Märe Die halbe Decke stammt von einem anonymen Verfasser und thematisiert das Motiv der Vernachlässigung von Familienmitgliedern. Es handelt von einem Mann, der sich nicht um seinen Vater kümmert. Es ist in zwei aus dem Nürnberger Raum stammenden Sammelhandschriften aus dem 15. Jahrhundert überliefert.

## Inhalt
Als ein vornehmer und reicher Mann das Alter kommen spürt, wendet er sich an seinen Sohn, überlässt diesem sein gesamtes Hab und Gut und bittet ihn im Gegenzug darum, für ihn zu sorgen. Der Sohn lässt seinem alten Herrn ein schönes und großes Zimmer einrichten. 
Einige Zeit später wird die Frau des jungen Mannes schwanger und bittet darum, in das Zimmer des Alten ziehen zu dürfen, um sich dort um ihr Kind zu kümmern; ihr Gatte willigte ein und so muss der baldige Großvater in eine kleine Kammer ziehen. Dort kann er jedoch nicht lange verweilen, da diese für die Taufe des Neugeborenen genutzt werden soll. Stattdessen wird er in den Küchenverschlag abgeschoben. Dieser wird allerdings einige Jahre später ebenfalls gebraucht und der alte Mann muss wieder umziehen, zuerst in einen Schuppen, schließlich in einen Stall.
Mit den Jahren wird er immer schwächer, einsamer und trauriger. Dann trifft er jedoch auf seinen jungen Enkel. Da der Alte friert, bittet er den Kleinen darum, seinen Vater zu fragen, ob er ihm eine halbe Decke geben kann, um sich zu wärmen. Der Vater erkennt plötzlich, dass er seinen eigenen alten Vater lange vernachlässigt hat und erschrickt darüber. Er gibt diesem wieder das alte, prunkvolle Zimmer zurück und kümmert sich von da an wieder stark um seinen Vater, bis dieser eines Tages stirbt.
Dieses Märe versucht dem Leser zu vermitteln, sich um seine nahestehenden Menschen zu sorgen. Außerdem wird gelehrt, dem Anderen zu helfen, wenn er dir geholfen hat.